# كليمنس ناثان
كليمنس ناثان (بالإنجليزية: Clemens Nathan)‏ هو ناشط وتاجر بريطاني، ولد في 24 أغسطس 1933 في هامبورغ في ألمانيا، وتوفي في 2 يونيو 2015.